# Escola superior
Uma escola superior é, em sentido lato, qualquer estabelecimento escolar onde seja ministrado ensino superior. Em sentido restrito pode referir-se a um tipo específico de escola de ensino superior.

## Portugal

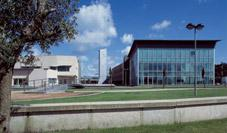
Escola Superior de Estudos Industriais e de Gestão do Instituto Politécnico do Porto, na Póvoa do Varzim.

Atualmente, em Portugal e de acordo com a Lei de Bases do Sistema Educativo, "escola superior" é a designação genérica dos estabelecimentos escolares especializados nos domínios da tecnologia, das artes e da educação, entre outros, onde é realizado o ensino politécnico.
As escolas superiores podem ser associadas em unidades mais amplas de ensino politécnico que, historicamente, têm sido designadas "institutos politécnicos". Alternativamente, as escolas superiores de ensino politécnico também podem ser integradas em universidades.
Podem existir escolas superiores especializadas em qualquer domínio do ensino politécnico, mas as mais comuns são as escolas superiores de educação, as escolas superiores de enfermagem, as escolas superiores agrárias, as escolas superiores de tecnologia e as escolas superiores de gestão.
Até à criação do ensino politécnico na década de 1970, a designação "escola superior" foi usada em outros estabelecimentos de ensino superior. Exemplos, foram as escolas superiores de belas artes - onde era ministrado o ensino das artes visuais e da arquitetura - e as escolas normais superiores - onde era realizada a formação dos professores do ensino secundário.
Muitas das atuais escolas superiores, têm origem em escolas do antigo ensino médio, como as escolas do magistério primário ou as escolas de regentes agrícolas.